# Айюб, Али Абдулла
Али Абдулла Айюб (араб. علي عبد الله أيوب‎; род. 28 апреля 1952, Латакия) — сирийский государственный деятель, военачальник. Заместитель премьер-министра Сирии (2020—2022). Заместитель верховного главнокомандующего — министр обороны Сирии (1 января 2018 — 28 апреля 2022). Генерал-лейтенант.

## Биография
Родился 28 апреля 1952 года в городе Латакия. На военной службе с 1977 года. С 1982 по 1986 год проходил обучение в Военной академии имени Фрунзе.
Начальник Генштаба Сирийской арабской армии (с 18 июля 2012 по 1 января 2018 года). Назначение Айюба в качестве начальника Генерального штаба стало результатом перевода Фахеда Джасема аль-Фреджа на пост министра обороны и заместителя Верховного главнокомандующего вооружённых сил Сирии после бомбардировки Дамаска в 2012 году.
Айюб ранее занимал должность заместителя начальника Генерального штаба, отвечал за координацию действий и переброску подразделений сирийской армии в ходе сирийской гражданской войны. Считается ключевой фигурой в организации тылового обеспечения сил, участвовавших в разгоне антиправительственных выступлений на начальном этапе.
Как начальник Генерального штаба Айюб, в частности, участвовал в организации действий правительственных сил по возвращению под контроль армии удерживавшихся повстанцами районов Дамаска и Алеппо.
С 1 января 2018 по 28 апреля 2022 года — заместитель верховного главнокомандующего — министр обороны Сирии.
С 30 августа 2020 по 28 апреля 2022 года — заместитель премьер-министра Сирии.
Женат, имеет троих детей.
США включили в санкционный список главу Минобороны Сирии Али Абдуллу Айюба.
В октябре 2023 года французские прокуроры в суде Парижа предъявили обвинения Али Айюбу и его предшественнику Фахеду аль-Фреджу в причастности к взрыву бочковой бомбы в юго-западном сирийском городе Даръа, в результате которого в 2017 году в своём доме погиб гражданин Франции и Сирии Салах Абу Набут.